# Рем, Ханс Петер
Ханс Петер Рем (нем. Hans-Peter Rehm; род. 28 ноября 1942, Гайслинген-ан-дер-Штайге, Гёппинген) — немецкий шахматный композитор.
Международный гроссмейстер (1984) и арбитр (1968) по шахматной композиции. Теоретик логической школы. Редактор отдела трёх- и многоходовых задач журнала «Die Schwalbe» (с 1978). Автор ряда статей по теории и эстетике шахматной задачи.
Математик, в 1970 году защитил кандидатскую диссертацию по алгебре. Был приглашённым исследователем в Калифорнийском технологическом институте, работал до увольнения в 2007 году приват-доцентом университета Карлсруэ. В настоящее время (2012) проживает в Пфинцтале.
Отличный пианист, выступал на концертах, в том числе с оркестром радиостанции Süddeutscher Rundfunk, а также в составе фортепианного квартета.
С 1955 года опубликовал около 1000 задач, примерно две трети из них — различные виды «сказочных шахмат». Центральное место в творчестве занимают многоходовки логического стиля. Для них характерны экономичность цели различных манёвров, составляющих в совокупности замысел автора, а также законченность формы композиций. На конкурсах удостоен 360 отличий, в том числе 103 первых приза (на 1990). 

## Задачи
|   | a | b | c | d | e | f | g | h |   |
| - | --- | --- | --- | --- | --- | --- | --- | --- | - |
| 8 | c8 чёрный слон · f7 чёрный конь · d6 белый слон · e5 чёрная пешка · b4 белая пешка · f4 чёрный король · c3 белая пешка · e3 белый конь · f3 белая пешка · d2 белый король · g2 белая ладья · h2 чёрная пешка · e1 белый конь | c8 чёрный слон · f7 чёрный конь · d6 белый слон · e5 чёрная пешка · b4 белая пешка · f4 чёрный король · c3 белая пешка · e3 белый конь · f3 белая пешка · d2 белый король · g2 белая ладья · h2 чёрная пешка · e1 белый конь | c8 чёрный слон · f7 чёрный конь · d6 белый слон · e5 чёрная пешка · b4 белая пешка · f4 чёрный король · c3 белая пешка · e3 белый конь · f3 белая пешка · d2 белый король · g2 белая ладья · h2 чёрная пешка · e1 белый конь | c8 чёрный слон · f7 чёрный конь · d6 белый слон · e5 чёрная пешка · b4 белая пешка · f4 чёрный король · c3 белая пешка · e3 белый конь · f3 белая пешка · d2 белый король · g2 белая ладья · h2 чёрная пешка · e1 белый конь | c8 чёрный слон · f7 чёрный конь · d6 белый слон · e5 чёрная пешка · b4 белая пешка · f4 чёрный король · c3 белая пешка · e3 белый конь · f3 белая пешка · d2 белый король · g2 белая ладья · h2 чёрная пешка · e1 белый конь | c8 чёрный слон · f7 чёрный конь · d6 белый слон · e5 чёрная пешка · b4 белая пешка · f4 чёрный король · c3 белая пешка · e3 белый конь · f3 белая пешка · d2 белый король · g2 белая ладья · h2 чёрная пешка · e1 белый конь | c8 чёрный слон · f7 чёрный конь · d6 белый слон · e5 чёрная пешка · b4 белая пешка · f4 чёрный король · c3 белая пешка · e3 белый конь · f3 белая пешка · d2 белый король · g2 белая ладья · h2 чёрная пешка · e1 белый конь | c8 чёрный слон · f7 чёрный конь · d6 белый слон · e5 чёрная пешка · b4 белая пешка · f4 чёрный король · c3 белая пешка · e3 белый конь · f3 белая пешка · d2 белый король · g2 белая ладья · h2 чёрная пешка · e1 белый конь | 8 |
| 7 | c8 чёрный слон · f7 чёрный конь · d6 белый слон · e5 чёрная пешка · b4 белая пешка · f4 чёрный король · c3 белая пешка · e3 белый конь · f3 белая пешка · d2 белый король · g2 белая ладья · h2 чёрная пешка · e1 белый конь | c8 чёрный слон · f7 чёрный конь · d6 белый слон · e5 чёрная пешка · b4 белая пешка · f4 чёрный король · c3 белая пешка · e3 белый конь · f3 белая пешка · d2 белый король · g2 белая ладья · h2 чёрная пешка · e1 белый конь | c8 чёрный слон · f7 чёрный конь · d6 белый слон · e5 чёрная пешка · b4 белая пешка · f4 чёрный король · c3 белая пешка · e3 белый конь · f3 белая пешка · d2 белый король · g2 белая ладья · h2 чёрная пешка · e1 белый конь | c8 чёрный слон · f7 чёрный конь · d6 белый слон · e5 чёрная пешка · b4 белая пешка · f4 чёрный король · c3 белая пешка · e3 белый конь · f3 белая пешка · d2 белый король · g2 белая ладья · h2 чёрная пешка · e1 белый конь | c8 чёрный слон · f7 чёрный конь · d6 белый слон · e5 чёрная пешка · b4 белая пешка · f4 чёрный король · c3 белая пешка · e3 белый конь · f3 белая пешка · d2 белый король · g2 белая ладья · h2 чёрная пешка · e1 белый конь | c8 чёрный слон · f7 чёрный конь · d6 белый слон · e5 чёрная пешка · b4 белая пешка · f4 чёрный король · c3 белая пешка · e3 белый конь · f3 белая пешка · d2 белый король · g2 белая ладья · h2 чёрная пешка · e1 белый конь | c8 чёрный слон · f7 чёрный конь · d6 белый слон · e5 чёрная пешка · b4 белая пешка · f4 чёрный король · c3 белая пешка · e3 белый конь · f3 белая пешка · d2 белый король · g2 белая ладья · h2 чёрная пешка · e1 белый конь | c8 чёрный слон · f7 чёрный конь · d6 белый слон · e5 чёрная пешка · b4 белая пешка · f4 чёрный король · c3 белая пешка · e3 белый конь · f3 белая пешка · d2 белый король · g2 белая ладья · h2 чёрная пешка · e1 белый конь | 7 |
| 6 | c8 чёрный слон · f7 чёрный конь · d6 белый слон · e5 чёрная пешка · b4 белая пешка · f4 чёрный король · c3 белая пешка · e3 белый конь · f3 белая пешка · d2 белый король · g2 белая ладья · h2 чёрная пешка · e1 белый конь | c8 чёрный слон · f7 чёрный конь · d6 белый слон · e5 чёрная пешка · b4 белая пешка · f4 чёрный король · c3 белая пешка · e3 белый конь · f3 белая пешка · d2 белый король · g2 белая ладья · h2 чёрная пешка · e1 белый конь | c8 чёрный слон · f7 чёрный конь · d6 белый слон · e5 чёрная пешка · b4 белая пешка · f4 чёрный король · c3 белая пешка · e3 белый конь · f3 белая пешка · d2 белый король · g2 белая ладья · h2 чёрная пешка · e1 белый конь | c8 чёрный слон · f7 чёрный конь · d6 белый слон · e5 чёрная пешка · b4 белая пешка · f4 чёрный король · c3 белая пешка · e3 белый конь · f3 белая пешка · d2 белый король · g2 белая ладья · h2 чёрная пешка · e1 белый конь | c8 чёрный слон · f7 чёрный конь · d6 белый слон · e5 чёрная пешка · b4 белая пешка · f4 чёрный король · c3 белая пешка · e3 белый конь · f3 белая пешка · d2 белый король · g2 белая ладья · h2 чёрная пешка · e1 белый конь | c8 чёрный слон · f7 чёрный конь · d6 белый слон · e5 чёрная пешка · b4 белая пешка · f4 чёрный король · c3 белая пешка · e3 белый конь · f3 белая пешка · d2 белый король · g2 белая ладья · h2 чёрная пешка · e1 белый конь | c8 чёрный слон · f7 чёрный конь · d6 белый слон · e5 чёрная пешка · b4 белая пешка · f4 чёрный король · c3 белая пешка · e3 белый конь · f3 белая пешка · d2 белый король · g2 белая ладья · h2 чёрная пешка · e1 белый конь | c8 чёрный слон · f7 чёрный конь · d6 белый слон · e5 чёрная пешка · b4 белая пешка · f4 чёрный король · c3 белая пешка · e3 белый конь · f3 белая пешка · d2 белый король · g2 белая ладья · h2 чёрная пешка · e1 белый конь | 6 |
| 5 | c8 чёрный слон · f7 чёрный конь · d6 белый слон · e5 чёрная пешка · b4 белая пешка · f4 чёрный король · c3 белая пешка · e3 белый конь · f3 белая пешка · d2 белый король · g2 белая ладья · h2 чёрная пешка · e1 белый конь | c8 чёрный слон · f7 чёрный конь · d6 белый слон · e5 чёрная пешка · b4 белая пешка · f4 чёрный король · c3 белая пешка · e3 белый конь · f3 белая пешка · d2 белый король · g2 белая ладья · h2 чёрная пешка · e1 белый конь | c8 чёрный слон · f7 чёрный конь · d6 белый слон · e5 чёрная пешка · b4 белая пешка · f4 чёрный король · c3 белая пешка · e3 белый конь · f3 белая пешка · d2 белый король · g2 белая ладья · h2 чёрная пешка · e1 белый конь | c8 чёрный слон · f7 чёрный конь · d6 белый слон · e5 чёрная пешка · b4 белая пешка · f4 чёрный король · c3 белая пешка · e3 белый конь · f3 белая пешка · d2 белый король · g2 белая ладья · h2 чёрная пешка · e1 белый конь | c8 чёрный слон · f7 чёрный конь · d6 белый слон · e5 чёрная пешка · b4 белая пешка · f4 чёрный король · c3 белая пешка · e3 белый конь · f3 белая пешка · d2 белый король · g2 белая ладья · h2 чёрная пешка · e1 белый конь | c8 чёрный слон · f7 чёрный конь · d6 белый слон · e5 чёрная пешка · b4 белая пешка · f4 чёрный король · c3 белая пешка · e3 белый конь · f3 белая пешка · d2 белый король · g2 белая ладья · h2 чёрная пешка · e1 белый конь | c8 чёрный слон · f7 чёрный конь · d6 белый слон · e5 чёрная пешка · b4 белая пешка · f4 чёрный король · c3 белая пешка · e3 белый конь · f3 белая пешка · d2 белый король · g2 белая ладья · h2 чёрная пешка · e1 белый конь | c8 чёрный слон · f7 чёрный конь · d6 белый слон · e5 чёрная пешка · b4 белая пешка · f4 чёрный король · c3 белая пешка · e3 белый конь · f3 белая пешка · d2 белый король · g2 белая ладья · h2 чёрная пешка · e1 белый конь | 5 |
| 4 | c8 чёрный слон · f7 чёрный конь · d6 белый слон · e5 чёрная пешка · b4 белая пешка · f4 чёрный король · c3 белая пешка · e3 белый конь · f3 белая пешка · d2 белый король · g2 белая ладья · h2 чёрная пешка · e1 белый конь | c8 чёрный слон · f7 чёрный конь · d6 белый слон · e5 чёрная пешка · b4 белая пешка · f4 чёрный король · c3 белая пешка · e3 белый конь · f3 белая пешка · d2 белый король · g2 белая ладья · h2 чёрная пешка · e1 белый конь | c8 чёрный слон · f7 чёрный конь · d6 белый слон · e5 чёрная пешка · b4 белая пешка · f4 чёрный король · c3 белая пешка · e3 белый конь · f3 белая пешка · d2 белый король · g2 белая ладья · h2 чёрная пешка · e1 белый конь | c8 чёрный слон · f7 чёрный конь · d6 белый слон · e5 чёрная пешка · b4 белая пешка · f4 чёрный король · c3 белая пешка · e3 белый конь · f3 белая пешка · d2 белый король · g2 белая ладья · h2 чёрная пешка · e1 белый конь | c8 чёрный слон · f7 чёрный конь · d6 белый слон · e5 чёрная пешка · b4 белая пешка · f4 чёрный король · c3 белая пешка · e3 белый конь · f3 белая пешка · d2 белый король · g2 белая ладья · h2 чёрная пешка · e1 белый конь | c8 чёрный слон · f7 чёрный конь · d6 белый слон · e5 чёрная пешка · b4 белая пешка · f4 чёрный король · c3 белая пешка · e3 белый конь · f3 белая пешка · d2 белый король · g2 белая ладья · h2 чёрная пешка · e1 белый конь | c8 чёрный слон · f7 чёрный конь · d6 белый слон · e5 чёрная пешка · b4 белая пешка · f4 чёрный король · c3 белая пешка · e3 белый конь · f3 белая пешка · d2 белый король · g2 белая ладья · h2 чёрная пешка · e1 белый конь | c8 чёрный слон · f7 чёрный конь · d6 белый слон · e5 чёрная пешка · b4 белая пешка · f4 чёрный король · c3 белая пешка · e3 белый конь · f3 белая пешка · d2 белый король · g2 белая ладья · h2 чёрная пешка · e1 белый конь | 4 |
| 3 | c8 чёрный слон · f7 чёрный конь · d6 белый слон · e5 чёрная пешка · b4 белая пешка · f4 чёрный король · c3 белая пешка · e3 белый конь · f3 белая пешка · d2 белый король · g2 белая ладья · h2 чёрная пешка · e1 белый конь | c8 чёрный слон · f7 чёрный конь · d6 белый слон · e5 чёрная пешка · b4 белая пешка · f4 чёрный король · c3 белая пешка · e3 белый конь · f3 белая пешка · d2 белый король · g2 белая ладья · h2 чёрная пешка · e1 белый конь | c8 чёрный слон · f7 чёрный конь · d6 белый слон · e5 чёрная пешка · b4 белая пешка · f4 чёрный король · c3 белая пешка · e3 белый конь · f3 белая пешка · d2 белый король · g2 белая ладья · h2 чёрная пешка · e1 белый конь | c8 чёрный слон · f7 чёрный конь · d6 белый слон · e5 чёрная пешка · b4 белая пешка · f4 чёрный король · c3 белая пешка · e3 белый конь · f3 белая пешка · d2 белый король · g2 белая ладья · h2 чёрная пешка · e1 белый конь | c8 чёрный слон · f7 чёрный конь · d6 белый слон · e5 чёрная пешка · b4 белая пешка · f4 чёрный король · c3 белая пешка · e3 белый конь · f3 белая пешка · d2 белый король · g2 белая ладья · h2 чёрная пешка · e1 белый конь | c8 чёрный слон · f7 чёрный конь · d6 белый слон · e5 чёрная пешка · b4 белая пешка · f4 чёрный король · c3 белая пешка · e3 белый конь · f3 белая пешка · d2 белый король · g2 белая ладья · h2 чёрная пешка · e1 белый конь | c8 чёрный слон · f7 чёрный конь · d6 белый слон · e5 чёрная пешка · b4 белая пешка · f4 чёрный король · c3 белая пешка · e3 белый конь · f3 белая пешка · d2 белый король · g2 белая ладья · h2 чёрная пешка · e1 белый конь | c8 чёрный слон · f7 чёрный конь · d6 белый слон · e5 чёрная пешка · b4 белая пешка · f4 чёрный король · c3 белая пешка · e3 белый конь · f3 белая пешка · d2 белый король · g2 белая ладья · h2 чёрная пешка · e1 белый конь | 3 |
| 2 | c8 чёрный слон · f7 чёрный конь · d6 белый слон · e5 чёрная пешка · b4 белая пешка · f4 чёрный король · c3 белая пешка · e3 белый конь · f3 белая пешка · d2 белый король · g2 белая ладья · h2 чёрная пешка · e1 белый конь | c8 чёрный слон · f7 чёрный конь · d6 белый слон · e5 чёрная пешка · b4 белая пешка · f4 чёрный король · c3 белая пешка · e3 белый конь · f3 белая пешка · d2 белый король · g2 белая ладья · h2 чёрная пешка · e1 белый конь | c8 чёрный слон · f7 чёрный конь · d6 белый слон · e5 чёрная пешка · b4 белая пешка · f4 чёрный король · c3 белая пешка · e3 белый конь · f3 белая пешка · d2 белый король · g2 белая ладья · h2 чёрная пешка · e1 белый конь | c8 чёрный слон · f7 чёрный конь · d6 белый слон · e5 чёрная пешка · b4 белая пешка · f4 чёрный король · c3 белая пешка · e3 белый конь · f3 белая пешка · d2 белый король · g2 белая ладья · h2 чёрная пешка · e1 белый конь | c8 чёрный слон · f7 чёрный конь · d6 белый слон · e5 чёрная пешка · b4 белая пешка · f4 чёрный король · c3 белая пешка · e3 белый конь · f3 белая пешка · d2 белый король · g2 белая ладья · h2 чёрная пешка · e1 белый конь | c8 чёрный слон · f7 чёрный конь · d6 белый слон · e5 чёрная пешка · b4 белая пешка · f4 чёрный король · c3 белая пешка · e3 белый конь · f3 белая пешка · d2 белый король · g2 белая ладья · h2 чёрная пешка · e1 белый конь | c8 чёрный слон · f7 чёрный конь · d6 белый слон · e5 чёрная пешка · b4 белая пешка · f4 чёрный король · c3 белая пешка · e3 белый конь · f3 белая пешка · d2 белый король · g2 белая ладья · h2 чёрная пешка · e1 белый конь | c8 чёрный слон · f7 чёрный конь · d6 белый слон · e5 чёрная пешка · b4 белая пешка · f4 чёрный король · c3 белая пешка · e3 белый конь · f3 белая пешка · d2 белый король · g2 белая ладья · h2 чёрная пешка · e1 белый конь | 2 |
| 1 | c8 чёрный слон · f7 чёрный конь · d6 белый слон · e5 чёрная пешка · b4 белая пешка · f4 чёрный король · c3 белая пешка · e3 белый конь · f3 белая пешка · d2 белый король · g2 белая ладья · h2 чёрная пешка · e1 белый конь | c8 чёрный слон · f7 чёрный конь · d6 белый слон · e5 чёрная пешка · b4 белая пешка · f4 чёрный король · c3 белая пешка · e3 белый конь · f3 белая пешка · d2 белый король · g2 белая ладья · h2 чёрная пешка · e1 белый конь | c8 чёрный слон · f7 чёрный конь · d6 белый слон · e5 чёрная пешка · b4 белая пешка · f4 чёрный король · c3 белая пешка · e3 белый конь · f3 белая пешка · d2 белый король · g2 белая ладья · h2 чёрная пешка · e1 белый конь | c8 чёрный слон · f7 чёрный конь · d6 белый слон · e5 чёрная пешка · b4 белая пешка · f4 чёрный король · c3 белая пешка · e3 белый конь · f3 белая пешка · d2 белый король · g2 белая ладья · h2 чёрная пешка · e1 белый конь | c8 чёрный слон · f7 чёрный конь · d6 белый слон · e5 чёрная пешка · b4 белая пешка · f4 чёрный король · c3 белая пешка · e3 белый конь · f3 белая пешка · d2 белый король · g2 белая ладья · h2 чёрная пешка · e1 белый конь | c8 чёрный слон · f7 чёрный конь · d6 белый слон · e5 чёрная пешка · b4 белая пешка · f4 чёрный король · c3 белая пешка · e3 белый конь · f3 белая пешка · d2 белый король · g2 белая ладья · h2 чёрная пешка · e1 белый конь | c8 чёрный слон · f7 чёрный конь · d6 белый слон · e5 чёрная пешка · b4 белая пешка · f4 чёрный король · c3 белая пешка · e3 белый конь · f3 белая пешка · d2 белый король · g2 белая ладья · h2 чёрная пешка · e1 белый конь | c8 чёрный слон · f7 чёрный конь · d6 белый слон · e5 чёрная пешка · b4 белая пешка · f4 чёрный король · c3 белая пешка · e3 белый конь · f3 белая пешка · d2 белый король · g2 белая ладья · h2 чёрная пешка · e1 белый конь | 1 |
|   | a | b | c | d | e | f | g | h |   |

Главный план 1.Kd3+? не проходит из-за освобождения поля f3 — 1...Kp:f3!

Необходимо контролировать это поле, переставив коня e3 на h4 через d5, e7 и g6 (предварительный план), однако нельзя сразу 1.Kd5+? Kpf5 2.Ке7+ из-за 2...Кре6! (2...Kpf4? 3.Kpe2! Ca6+ 4.c4 и т.д.)
 
Цель дальнейших манёвров — перемещение коня на е7 и последующее блокирование поля е6 чёрными:

1.Кре2! Са6+ 2.b5! 

(преждевременно 2.с4? С:с4+ 3.Kpd2 Се6 4.Kd5+ C:d5)

2...С:b5+ 3.Kpd2 Cd7 (3...Kh6 2.Се7) — теперь поле d7 заблокировано чёрным слоном, и конь может переместиться на e7:

4.Kd5+ Kpf5 5.Ke7+ Kpf4 (5...Кре6 6.Лg6#) 

6.Кре2 (6.Kg6+? Kpf5 7.Kh4+ Кре6!) 

6...Cb5+ 7.c4! С:c4+ 8.Kpd2 Се6 (цель достигнута) 

9.Kg6+ Kpf5 10.Kh4+ Kpf4 11.Kd3# (10...Kpf6 11.Лg6#) 
|   | a | b | c | d | e | f | g | h |   |
| - | --- | --- | --- | --- | --- | --- | --- | --- | - |
| 8 | f8 белый король · c7 чёрная пешка · d7 чёрная пешка · e7 белая пешка · g7 чёрный конь · b6 чёрный слон · c6 белый конь · e6 чёрный король · f6 чёрная пешка · g6 чёрная ладья · d5 чёрная ладья · b4 чёрный ферзь · e4 чёрный конь | f8 белый король · c7 чёрная пешка · d7 чёрная пешка · e7 белая пешка · g7 чёрный конь · b6 чёрный слон · c6 белый конь · e6 чёрный король · f6 чёрная пешка · g6 чёрная ладья · d5 чёрная ладья · b4 чёрный ферзь · e4 чёрный конь | f8 белый король · c7 чёрная пешка · d7 чёрная пешка · e7 белая пешка · g7 чёрный конь · b6 чёрный слон · c6 белый конь · e6 чёрный король · f6 чёрная пешка · g6 чёрная ладья · d5 чёрная ладья · b4 чёрный ферзь · e4 чёрный конь | f8 белый король · c7 чёрная пешка · d7 чёрная пешка · e7 белая пешка · g7 чёрный конь · b6 чёрный слон · c6 белый конь · e6 чёрный король · f6 чёрная пешка · g6 чёрная ладья · d5 чёрная ладья · b4 чёрный ферзь · e4 чёрный конь | f8 белый король · c7 чёрная пешка · d7 чёрная пешка · e7 белая пешка · g7 чёрный конь · b6 чёрный слон · c6 белый конь · e6 чёрный король · f6 чёрная пешка · g6 чёрная ладья · d5 чёрная ладья · b4 чёрный ферзь · e4 чёрный конь | f8 белый король · c7 чёрная пешка · d7 чёрная пешка · e7 белая пешка · g7 чёрный конь · b6 чёрный слон · c6 белый конь · e6 чёрный король · f6 чёрная пешка · g6 чёрная ладья · d5 чёрная ладья · b4 чёрный ферзь · e4 чёрный конь | f8 белый король · c7 чёрная пешка · d7 чёрная пешка · e7 белая пешка · g7 чёрный конь · b6 чёрный слон · c6 белый конь · e6 чёрный король · f6 чёрная пешка · g6 чёрная ладья · d5 чёрная ладья · b4 чёрный ферзь · e4 чёрный конь | f8 белый король · c7 чёрная пешка · d7 чёрная пешка · e7 белая пешка · g7 чёрный конь · b6 чёрный слон · c6 белый конь · e6 чёрный король · f6 чёрная пешка · g6 чёрная ладья · d5 чёрная ладья · b4 чёрный ферзь · e4 чёрный конь | 8 |
| 7 | f8 белый король · c7 чёрная пешка · d7 чёрная пешка · e7 белая пешка · g7 чёрный конь · b6 чёрный слон · c6 белый конь · e6 чёрный король · f6 чёрная пешка · g6 чёрная ладья · d5 чёрная ладья · b4 чёрный ферзь · e4 чёрный конь | f8 белый король · c7 чёрная пешка · d7 чёрная пешка · e7 белая пешка · g7 чёрный конь · b6 чёрный слон · c6 белый конь · e6 чёрный король · f6 чёрная пешка · g6 чёрная ладья · d5 чёрная ладья · b4 чёрный ферзь · e4 чёрный конь | f8 белый король · c7 чёрная пешка · d7 чёрная пешка · e7 белая пешка · g7 чёрный конь · b6 чёрный слон · c6 белый конь · e6 чёрный король · f6 чёрная пешка · g6 чёрная ладья · d5 чёрная ладья · b4 чёрный ферзь · e4 чёрный конь | f8 белый король · c7 чёрная пешка · d7 чёрная пешка · e7 белая пешка · g7 чёрный конь · b6 чёрный слон · c6 белый конь · e6 чёрный король · f6 чёрная пешка · g6 чёрная ладья · d5 чёрная ладья · b4 чёрный ферзь · e4 чёрный конь | f8 белый король · c7 чёрная пешка · d7 чёрная пешка · e7 белая пешка · g7 чёрный конь · b6 чёрный слон · c6 белый конь · e6 чёрный король · f6 чёрная пешка · g6 чёрная ладья · d5 чёрная ладья · b4 чёрный ферзь · e4 чёрный конь | f8 белый король · c7 чёрная пешка · d7 чёрная пешка · e7 белая пешка · g7 чёрный конь · b6 чёрный слон · c6 белый конь · e6 чёрный король · f6 чёрная пешка · g6 чёрная ладья · d5 чёрная ладья · b4 чёрный ферзь · e4 чёрный конь | f8 белый король · c7 чёрная пешка · d7 чёрная пешка · e7 белая пешка · g7 чёрный конь · b6 чёрный слон · c6 белый конь · e6 чёрный король · f6 чёрная пешка · g6 чёрная ладья · d5 чёрная ладья · b4 чёрный ферзь · e4 чёрный конь | f8 белый король · c7 чёрная пешка · d7 чёрная пешка · e7 белая пешка · g7 чёрный конь · b6 чёрный слон · c6 белый конь · e6 чёрный король · f6 чёрная пешка · g6 чёрная ладья · d5 чёрная ладья · b4 чёрный ферзь · e4 чёрный конь | 7 |
| 6 | f8 белый король · c7 чёрная пешка · d7 чёрная пешка · e7 белая пешка · g7 чёрный конь · b6 чёрный слон · c6 белый конь · e6 чёрный король · f6 чёрная пешка · g6 чёрная ладья · d5 чёрная ладья · b4 чёрный ферзь · e4 чёрный конь | f8 белый король · c7 чёрная пешка · d7 чёрная пешка · e7 белая пешка · g7 чёрный конь · b6 чёрный слон · c6 белый конь · e6 чёрный король · f6 чёрная пешка · g6 чёрная ладья · d5 чёрная ладья · b4 чёрный ферзь · e4 чёрный конь | f8 белый король · c7 чёрная пешка · d7 чёрная пешка · e7 белая пешка · g7 чёрный конь · b6 чёрный слон · c6 белый конь · e6 чёрный король · f6 чёрная пешка · g6 чёрная ладья · d5 чёрная ладья · b4 чёрный ферзь · e4 чёрный конь | f8 белый король · c7 чёрная пешка · d7 чёрная пешка · e7 белая пешка · g7 чёрный конь · b6 чёрный слон · c6 белый конь · e6 чёрный король · f6 чёрная пешка · g6 чёрная ладья · d5 чёрная ладья · b4 чёрный ферзь · e4 чёрный конь | f8 белый король · c7 чёрная пешка · d7 чёрная пешка · e7 белая пешка · g7 чёрный конь · b6 чёрный слон · c6 белый конь · e6 чёрный король · f6 чёрная пешка · g6 чёрная ладья · d5 чёрная ладья · b4 чёрный ферзь · e4 чёрный конь | f8 белый король · c7 чёрная пешка · d7 чёрная пешка · e7 белая пешка · g7 чёрный конь · b6 чёрный слон · c6 белый конь · e6 чёрный король · f6 чёрная пешка · g6 чёрная ладья · d5 чёрная ладья · b4 чёрный ферзь · e4 чёрный конь | f8 белый король · c7 чёрная пешка · d7 чёрная пешка · e7 белая пешка · g7 чёрный конь · b6 чёрный слон · c6 белый конь · e6 чёрный король · f6 чёрная пешка · g6 чёрная ладья · d5 чёрная ладья · b4 чёрный ферзь · e4 чёрный конь | f8 белый король · c7 чёрная пешка · d7 чёрная пешка · e7 белая пешка · g7 чёрный конь · b6 чёрный слон · c6 белый конь · e6 чёрный король · f6 чёрная пешка · g6 чёрная ладья · d5 чёрная ладья · b4 чёрный ферзь · e4 чёрный конь | 6 |
| 5 | f8 белый король · c7 чёрная пешка · d7 чёрная пешка · e7 белая пешка · g7 чёрный конь · b6 чёрный слон · c6 белый конь · e6 чёрный король · f6 чёрная пешка · g6 чёрная ладья · d5 чёрная ладья · b4 чёрный ферзь · e4 чёрный конь | f8 белый король · c7 чёрная пешка · d7 чёрная пешка · e7 белая пешка · g7 чёрный конь · b6 чёрный слон · c6 белый конь · e6 чёрный король · f6 чёрная пешка · g6 чёрная ладья · d5 чёрная ладья · b4 чёрный ферзь · e4 чёрный конь | f8 белый король · c7 чёрная пешка · d7 чёрная пешка · e7 белая пешка · g7 чёрный конь · b6 чёрный слон · c6 белый конь · e6 чёрный король · f6 чёрная пешка · g6 чёрная ладья · d5 чёрная ладья · b4 чёрный ферзь · e4 чёрный конь | f8 белый король · c7 чёрная пешка · d7 чёрная пешка · e7 белая пешка · g7 чёрный конь · b6 чёрный слон · c6 белый конь · e6 чёрный король · f6 чёрная пешка · g6 чёрная ладья · d5 чёрная ладья · b4 чёрный ферзь · e4 чёрный конь | f8 белый король · c7 чёрная пешка · d7 чёрная пешка · e7 белая пешка · g7 чёрный конь · b6 чёрный слон · c6 белый конь · e6 чёрный король · f6 чёрная пешка · g6 чёрная ладья · d5 чёрная ладья · b4 чёрный ферзь · e4 чёрный конь | f8 белый король · c7 чёрная пешка · d7 чёрная пешка · e7 белая пешка · g7 чёрный конь · b6 чёрный слон · c6 белый конь · e6 чёрный король · f6 чёрная пешка · g6 чёрная ладья · d5 чёрная ладья · b4 чёрный ферзь · e4 чёрный конь | f8 белый король · c7 чёрная пешка · d7 чёрная пешка · e7 белая пешка · g7 чёрный конь · b6 чёрный слон · c6 белый конь · e6 чёрный король · f6 чёрная пешка · g6 чёрная ладья · d5 чёрная ладья · b4 чёрный ферзь · e4 чёрный конь | f8 белый король · c7 чёрная пешка · d7 чёрная пешка · e7 белая пешка · g7 чёрный конь · b6 чёрный слон · c6 белый конь · e6 чёрный король · f6 чёрная пешка · g6 чёрная ладья · d5 чёрная ладья · b4 чёрный ферзь · e4 чёрный конь | 5 |
| 4 | f8 белый король · c7 чёрная пешка · d7 чёрная пешка · e7 белая пешка · g7 чёрный конь · b6 чёрный слон · c6 белый конь · e6 чёрный король · f6 чёрная пешка · g6 чёрная ладья · d5 чёрная ладья · b4 чёрный ферзь · e4 чёрный конь | f8 белый король · c7 чёрная пешка · d7 чёрная пешка · e7 белая пешка · g7 чёрный конь · b6 чёрный слон · c6 белый конь · e6 чёрный король · f6 чёрная пешка · g6 чёрная ладья · d5 чёрная ладья · b4 чёрный ферзь · e4 чёрный конь | f8 белый король · c7 чёрная пешка · d7 чёрная пешка · e7 белая пешка · g7 чёрный конь · b6 чёрный слон · c6 белый конь · e6 чёрный король · f6 чёрная пешка · g6 чёрная ладья · d5 чёрная ладья · b4 чёрный ферзь · e4 чёрный конь | f8 белый король · c7 чёрная пешка · d7 чёрная пешка · e7 белая пешка · g7 чёрный конь · b6 чёрный слон · c6 белый конь · e6 чёрный король · f6 чёрная пешка · g6 чёрная ладья · d5 чёрная ладья · b4 чёрный ферзь · e4 чёрный конь | f8 белый король · c7 чёрная пешка · d7 чёрная пешка · e7 белая пешка · g7 чёрный конь · b6 чёрный слон · c6 белый конь · e6 чёрный король · f6 чёрная пешка · g6 чёрная ладья · d5 чёрная ладья · b4 чёрный ферзь · e4 чёрный конь | f8 белый король · c7 чёрная пешка · d7 чёрная пешка · e7 белая пешка · g7 чёрный конь · b6 чёрный слон · c6 белый конь · e6 чёрный король · f6 чёрная пешка · g6 чёрная ладья · d5 чёрная ладья · b4 чёрный ферзь · e4 чёрный конь | f8 белый король · c7 чёрная пешка · d7 чёрная пешка · e7 белая пешка · g7 чёрный конь · b6 чёрный слон · c6 белый конь · e6 чёрный король · f6 чёрная пешка · g6 чёрная ладья · d5 чёрная ладья · b4 чёрный ферзь · e4 чёрный конь | f8 белый король · c7 чёрная пешка · d7 чёрная пешка · e7 белая пешка · g7 чёрный конь · b6 чёрный слон · c6 белый конь · e6 чёрный король · f6 чёрная пешка · g6 чёрная ладья · d5 чёрная ладья · b4 чёрный ферзь · e4 чёрный конь | 4 |
| 3 | f8 белый король · c7 чёрная пешка · d7 чёрная пешка · e7 белая пешка · g7 чёрный конь · b6 чёрный слон · c6 белый конь · e6 чёрный король · f6 чёрная пешка · g6 чёрная ладья · d5 чёрная ладья · b4 чёрный ферзь · e4 чёрный конь | f8 белый король · c7 чёрная пешка · d7 чёрная пешка · e7 белая пешка · g7 чёрный конь · b6 чёрный слон · c6 белый конь · e6 чёрный король · f6 чёрная пешка · g6 чёрная ладья · d5 чёрная ладья · b4 чёрный ферзь · e4 чёрный конь | f8 белый король · c7 чёрная пешка · d7 чёрная пешка · e7 белая пешка · g7 чёрный конь · b6 чёрный слон · c6 белый конь · e6 чёрный король · f6 чёрная пешка · g6 чёрная ладья · d5 чёрная ладья · b4 чёрный ферзь · e4 чёрный конь | f8 белый король · c7 чёрная пешка · d7 чёрная пешка · e7 белая пешка · g7 чёрный конь · b6 чёрный слон · c6 белый конь · e6 чёрный король · f6 чёрная пешка · g6 чёрная ладья · d5 чёрная ладья · b4 чёрный ферзь · e4 чёрный конь | f8 белый король · c7 чёрная пешка · d7 чёрная пешка · e7 белая пешка · g7 чёрный конь · b6 чёрный слон · c6 белый конь · e6 чёрный король · f6 чёрная пешка · g6 чёрная ладья · d5 чёрная ладья · b4 чёрный ферзь · e4 чёрный конь | f8 белый король · c7 чёрная пешка · d7 чёрная пешка · e7 белая пешка · g7 чёрный конь · b6 чёрный слон · c6 белый конь · e6 чёрный король · f6 чёрная пешка · g6 чёрная ладья · d5 чёрная ладья · b4 чёрный ферзь · e4 чёрный конь | f8 белый король · c7 чёрная пешка · d7 чёрная пешка · e7 белая пешка · g7 чёрный конь · b6 чёрный слон · c6 белый конь · e6 чёрный король · f6 чёрная пешка · g6 чёрная ладья · d5 чёрная ладья · b4 чёрный ферзь · e4 чёрный конь | f8 белый король · c7 чёрная пешка · d7 чёрная пешка · e7 белая пешка · g7 чёрный конь · b6 чёрный слон · c6 белый конь · e6 чёрный король · f6 чёрная пешка · g6 чёрная ладья · d5 чёрная ладья · b4 чёрный ферзь · e4 чёрный конь | 3 |
| 2 | f8 белый король · c7 чёрная пешка · d7 чёрная пешка · e7 белая пешка · g7 чёрный конь · b6 чёрный слон · c6 белый конь · e6 чёрный король · f6 чёрная пешка · g6 чёрная ладья · d5 чёрная ладья · b4 чёрный ферзь · e4 чёрный конь | f8 белый король · c7 чёрная пешка · d7 чёрная пешка · e7 белая пешка · g7 чёрный конь · b6 чёрный слон · c6 белый конь · e6 чёрный король · f6 чёрная пешка · g6 чёрная ладья · d5 чёрная ладья · b4 чёрный ферзь · e4 чёрный конь | f8 белый король · c7 чёрная пешка · d7 чёрная пешка · e7 белая пешка · g7 чёрный конь · b6 чёрный слон · c6 белый конь · e6 чёрный король · f6 чёрная пешка · g6 чёрная ладья · d5 чёрная ладья · b4 чёрный ферзь · e4 чёрный конь | f8 белый король · c7 чёрная пешка · d7 чёрная пешка · e7 белая пешка · g7 чёрный конь · b6 чёрный слон · c6 белый конь · e6 чёрный король · f6 чёрная пешка · g6 чёрная ладья · d5 чёрная ладья · b4 чёрный ферзь · e4 чёрный конь | f8 белый король · c7 чёрная пешка · d7 чёрная пешка · e7 белая пешка · g7 чёрный конь · b6 чёрный слон · c6 белый конь · e6 чёрный король · f6 чёрная пешка · g6 чёрная ладья · d5 чёрная ладья · b4 чёрный ферзь · e4 чёрный конь | f8 белый король · c7 чёрная пешка · d7 чёрная пешка · e7 белая пешка · g7 чёрный конь · b6 чёрный слон · c6 белый конь · e6 чёрный король · f6 чёрная пешка · g6 чёрная ладья · d5 чёрная ладья · b4 чёрный ферзь · e4 чёрный конь | f8 белый король · c7 чёрная пешка · d7 чёрная пешка · e7 белая пешка · g7 чёрный конь · b6 чёрный слон · c6 белый конь · e6 чёрный король · f6 чёрная пешка · g6 чёрная ладья · d5 чёрная ладья · b4 чёрный ферзь · e4 чёрный конь | f8 белый король · c7 чёрная пешка · d7 чёрная пешка · e7 белая пешка · g7 чёрный конь · b6 чёрный слон · c6 белый конь · e6 чёрный король · f6 чёрная пешка · g6 чёрная ладья · d5 чёрная ладья · b4 чёрный ферзь · e4 чёрный конь | 2 |
| 1 | f8 белый король · c7 чёрная пешка · d7 чёрная пешка · e7 белая пешка · g7 чёрный конь · b6 чёрный слон · c6 белый конь · e6 чёрный король · f6 чёрная пешка · g6 чёрная ладья · d5 чёрная ладья · b4 чёрный ферзь · e4 чёрный конь | f8 белый король · c7 чёрная пешка · d7 чёрная пешка · e7 белая пешка · g7 чёрный конь · b6 чёрный слон · c6 белый конь · e6 чёрный король · f6 чёрная пешка · g6 чёрная ладья · d5 чёрная ладья · b4 чёрный ферзь · e4 чёрный конь | f8 белый король · c7 чёрная пешка · d7 чёрная пешка · e7 белая пешка · g7 чёрный конь · b6 чёрный слон · c6 белый конь · e6 чёрный король · f6 чёрная пешка · g6 чёрная ладья · d5 чёрная ладья · b4 чёрный ферзь · e4 чёрный конь | f8 белый король · c7 чёрная пешка · d7 чёрная пешка · e7 белая пешка · g7 чёрный конь · b6 чёрный слон · c6 белый конь · e6 чёрный король · f6 чёрная пешка · g6 чёрная ладья · d5 чёрная ладья · b4 чёрный ферзь · e4 чёрный конь | f8 белый король · c7 чёрная пешка · d7 чёрная пешка · e7 белая пешка · g7 чёрный конь · b6 чёрный слон · c6 белый конь · e6 чёрный король · f6 чёрная пешка · g6 чёрная ладья · d5 чёрная ладья · b4 чёрный ферзь · e4 чёрный конь | f8 белый король · c7 чёрная пешка · d7 чёрная пешка · e7 белая пешка · g7 чёрный конь · b6 чёрный слон · c6 белый конь · e6 чёрный король · f6 чёрная пешка · g6 чёрная ладья · d5 чёрная ладья · b4 чёрный ферзь · e4 чёрный конь | f8 белый король · c7 чёрная пешка · d7 чёрная пешка · e7 белая пешка · g7 чёрный конь · b6 чёрный слон · c6 белый конь · e6 чёрный король · f6 чёрная пешка · g6 чёрная ладья · d5 чёрная ладья · b4 чёрный ферзь · e4 чёрный конь | f8 белый король · c7 чёрная пешка · d7 чёрная пешка · e7 белая пешка · g7 чёрный конь · b6 чёрный слон · c6 белый конь · e6 чёрный король · f6 чёрная пешка · g6 чёрная ладья · d5 чёрная ладья · b4 чёрный ферзь · e4 чёрный конь | 1 |
|   | a | b | c | d | e | f | g | h |   |

Кооперативный мат в 2 хода: 

I. 1.Kpd6 e8Ф 2.dc Фe7# 

II. 1.d6 e8Л+ 2.Kpd7 Kb8# 

III. 1.Лd6 e8C 2.Kf5 Cf7# 

IV. 1.Kd6 e8K 2.Лh6 K:g7# 

Квартет превращений белой пешки после четырёх различных развязываний на поле d6.